# Petar Vlahov
Petar Vlahov (Šibenik, 1972.) je hrvatski novinar i televizijski voditelj, poznat po vođenju televizijskih emisija "Drugo lice", "Radni ručak", "Hrvatska danas" i "In medias res".

## Voditeljske uloge
- "Hrvatska uživo" kao voditelj i urednik redakcije (2016.)
- "Dnevnik 3" kao voditelj (2016.)
- "Ples sa zvijezdama" kao natjecatelj (2010.)
- "Radni ručak" kao voditelj (2006. – 2007.)
- "Drugo lice" kao voditelj (2004. – 2005.)
- "Dnevnik" kao voditelj (2002. – 2003.)
- "Meta" kao voditelj (2002. – 2003.)

## Filmske uloge
- "Koja je ovo država" kao novinar (2018.)

## Vanjske poveznice
- Intervju